# Ian Mosley
Ian F. Mosley (Paddington, Londen, 16 juni 1953) is een Engelse drummer. Hij is vooral bekend van zijn lange periode in de neo-progressieve-rockband Marillion. Hij is lid van Marillion voor de opnames van hun tweede album, Fugazi, uitgebracht in 1984. Eerder was hij een veelgevraagd sessie-drummer. Mosleys vaardigheden worden alom geprezen, onder meer door voormalig Genesis-gitarist Steve Hackett, Meshuggah-drummer Tomas Haake en criticus John Franck van AllMusic. Modern Drummer heeft hem gekenmerkt als een "drumgrootheid".

## Leven

### Jeugd
Mosley volgde de lessen slagwerk aan de Guildhall School of Music and Drama bij leraar Gilbert Webster en speelde al op 18-jarige leeftijd in het orkest voor de musical Hair. Zijn eerste professionele band was Darryl Way's Wolf. Mosley drumde bij ex-Genesis gitarist Steve Hackett, zowel op twee van diens solo studio-albums als op tournee. Hij speelde ook voor Curved Air en Gordon Giltrap. En hij is te horen op het album Birds (1975) van de Nederlandse band Trace.

### Marillion
Mosley kwam in 1984 bij Marillion, nadat de band lang had gezocht naar een vervanger voor drummer en medeoprichter Mick Pointer, die de band in 1983 verbitterd had verlaten. Hij was de vijfde drummer die voor Marillion speelde en hij was de keuze van frontman Fish, die niet gelukkig was met de vorige drummers van de band. Muziekrecensent John Franck verklaarde dat Mosleys "spot-on drumwerk de perfecte achtergrond leverde voor Marillions nauwgezette muzikaliteit". Ian Mosley is nog steeds lid van Marillion.

### Andere projecten
In 2001 voegde Mosley zich bij saxofonist Ben Castle, zoon van entertainer Roy Castle, en samen namen ze een album op met een jazzthema, Postmankind. Het album bevat ook gastoptredens van John Etheridge, Steve Hackett en de Marillion-leden Steve Rothery en Pete Trewavas.
Mosley drumde verder op het album In The Last Waking Moments... van Edison's Children een band van zijn medeleden bij Marillion Pete Trewavas en Eric Blackwood in het epische, 16 minuten durende nummer "The Awakening".

### Muziekstijl
Mosleys drumtechniek is geprezen door Steve Hackett, die hem heeft omschreven als "een fenomenale drummer en fenomenaal snel". Hij heeft ook gezegd dat de efficiëntie van Mosley op drums net zo goed is als van Phil Collins, voormalig Genesis-maatje van Hackett.

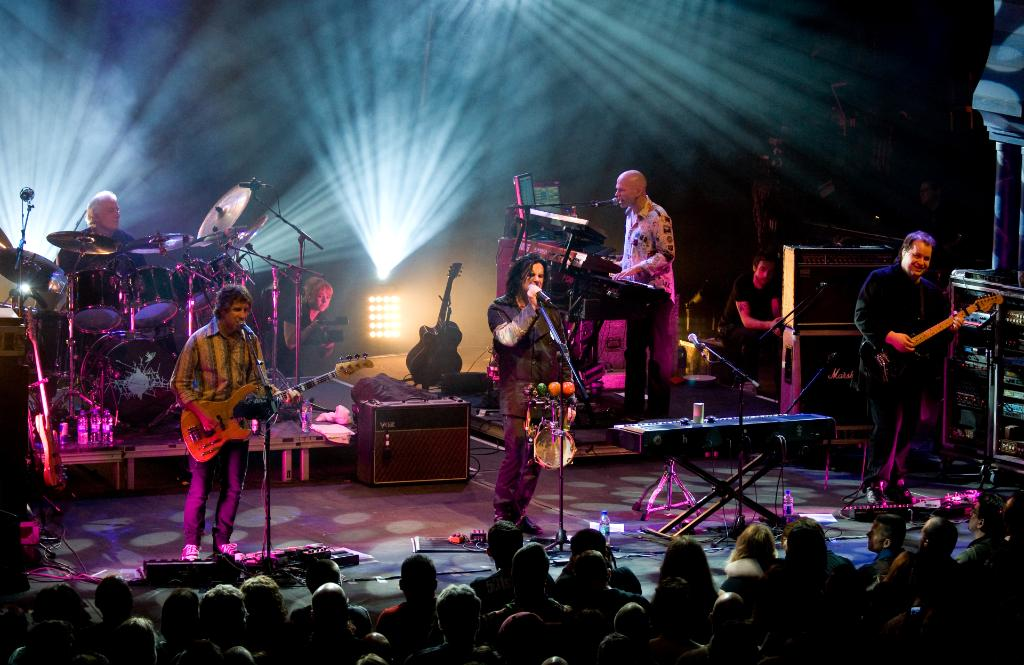
Marillion in 2009 in Montreal (foto: Lrheath)

Ian Mosley heeft grote invloed gehad op Tomas Haake, drummer van de Zweedse extreme metal-band Meshuggah.
Zelf heeft Mosley aangegeven dat hij ervan houdt om "arrangementen te spelen die van klassiek formaat zijn. Ondanks het feit dat hij door de jaren heen in verschillende progressieve-rockbands heeft gezeten, gelooft hij niet in het labelen van muziek en daarom neemt hij uitdrukkelijk afstand van het label  "progressief", als daarmee wordt bedoeld dat de songs "teksten bevatten die dansende aardmannetjes citeren, Stonehenge en sprookjes, enzovoort."
Zijn drumsound klonk tot en met Marillions album Holidays in Eden (1991) "erg jaren tachtig ", zo heeft hij ook zelf bevestigd, en had een grote reverb (galm). Hij geeft er echter de voorkeur aan drumsessies juist op een natuurlijke manier op te nemen. Daarom prijst hij Dave Meegan - die Brave (1994) en verschillende opeenvolgende albums produceerde - vanwege het veranderen van die sound van zijn drums naar het natuurlijkere geluid sindsdien.
Ook vindt Ian Mosley het gebruik van drum loops nuttig om sfeer te creëren en de ~ "initial vibe" van een nummer in te zetten, maar hij is er niet voor om verderop in een nummer nog loops te gebruiken, omdat "het saai zou worden als het helemaal geprogrammeerd zou zijn", "dat zou aanvoelen alsof je in een kooi opgesloten zit, ik vind het leuk om te kunnen spelen".
Mosleys drumwerk staat centraal in het boek, A guide to the unique drumming style of Ian Mosley - Marillions heartbeat (Een gids over de unieke drumstijl van Ian Mosley - Marillions hartslag), geschreven door drummer en Marillion-fan Mark Pardy.